# Снежник (Грчка)
Снежник или Сињак (грчки:Σινιάτσικο - Сињацико или Άσκιο, Аскио), (турски:Каrlı Dağ - Карл' даг) је планина у северној Грчкој, у Македонији.
Планина се налази у општини Еордеја, у њеном најсевернијем делу на планини Мурик (Мурики) пролази граница између општина Рупишта и Еордеја и наставља се на Нередској планини. Снежник се на југу наставља у планину Црвена Гора (Вуринос). На западу се налазе Костурска котлина и река Бистрица, а на истоку котлина Сариђол.
Највиши врх Снежника је истоимени Снежник, висок 2.111 метара.
На самој планини налази се неколико аромунских села, као нпр. Блаца (Влашка или Грчка Блаца).

## Галерија
- Поглед на Снежник
- Поглед са Снежника на село Горенци
- Снежник, масив